# Frans Künen
Franciscus Josephus Henricus (Frans) Künen (Breda, 17 april 1930 - aldaar, 23 november 2011) was een Nederlandse atleet, die zich had toegelegd op de lange afstanden en zowel op de baan als in het veld triomfen vierde. Hij nam eenmaal deel aan de Olympische Spelen.

## Loopbaan
Op 23 juli 1960 werd door Frans Künen bij de Nederlandse marathonkampioenschappen het Nederlands record op de marathon verbroken. Met een tijd van 2:26.07 kwalificeerde hij zich voor de Olympische Zomerspelen in Rome, die een maand later plaatsvonden. Hier behaalde hij een 36e plaats in 2:31.50.
Het Nederlands record hield hij zeven jaar in zijn bezit, totdat het in 1967 werd verbeterd door Aad Steylen, die het bracht op 2:22.20.
Künen werd in totaal zesmaal Nederlands kampioen veldlopen, tweemaal op de korte afstand en viermaal op de lange afstand. Op de baan veroverde hij twee nationale titels op de 10.000 m. Ook op dit nummer vestigde hij een Nederlands record: in 1956 liep hij deze afstand in 29.47,2, een record dat twee jaar stand zou houden. In 1958 werd dit namelijk verbeterd tot 29.43,0 door Hein Cujé.
Frans Künen, die beroepsmilitair was bij de Koninklijke Landmacht en daar de functie van sportinstructeur uitoefende, nam op 3 augustus 1962, op 32-jarige leeftijd, afscheid van de wedstrijdsport met een zesde plaats op de 10.000 m in 30.36,6 tijdens de internationale militaire kampioenschappen in 's-Hertogenbosch.
Künen was tijdens zijn atletiekloopbaan lid van de Bredase atletiekvereniging A.V. Sprint.

## Nederlandse kampioenschappen
| Onderdeel                 | Jaar                   |
| ------------------------- | ---------------------- |
| 10.000 m                  | 1959, 1961             |
| marathon                  | 1960                   |
| veldlopen (korte afstand) | 1958, 1959             |
| veldlopen (lange afstand) | 1956, 1959, 1960, 1962 |

## Persoonlijke records
Baan
| Onderdeel    | Prestatie           | Datum             | Plaats    |
| ------------ | ------------------- | ----------------- | --------- |
| 5000 m       | 14.26,0             | 20 september 1956 | Dresden   |
| 10.000 m     | 29.47,2 (ex-NR)     | 17 oktober 1956   | Brussel   |
| 10 Eng. mijl | 51.36,6 (ex-NR)     | 3 april 1960      | Haarlem   |
| uurloop      | 18.908,93 m (ex-NR) | 4 oktober 1959    | Rotterdam |

Weg
| Onderdeel | Prestatie         | Datum         | Plaats    |
| --------- | ----------------- | ------------- | --------- |
| 20 km     | 1:03.44,6 (ex-NR) | 30 april 1960 | Blaricum  |
| 25 km     | 1:19.41,6 (ex-NR) | 30 april 1960 | Blaricum  |
| marathon  | 2:26.07,8 (ex-NR) | 23 juli 1960  | Eindhoven |

## Palmares

### 5000 m
- 1956:  Interl. Ned.-Frankrijk – 14.39,0
- 1956: 5e Interl. Duitsland-Ned. – 14.40,4
- 1956:  Internat. Mil. kamp. te Berlijn – 14.35,2
- 1957: 6e Interl. Ned.-België – 15.54,6
- 1959: 5e Interl. België-Ned. – 14.41,2
- 1960:  Interl. Duitsland-Ned. – 14.35,8
- 1961:  NK te Vlaardingen – 14.41,8

### 6 Eng. mijl
- 1958: 4e  Internat. Mil. kamp. te Brussel – 14.34,6
- 1959: 4e Interl. Engeland B-Ned. – 31.45,4

### 10.000 m
- 1956:  Interl. Tsjechoslowakije-Ned. – 31.05,8
- 1956:  Internat. Roemeense kamp. – 31.23,6
- 1957: 4e Interl. Frankrijk-Ned. – 32.39,0
- 1957:  Interl. België-Ned. – 32.12,4
- 1957:  NK te Den Haag – 32.14,8
- 1957: 5e Internat. Mil. kamp. te Athene – 32.53,8
- 1958: 4e NK te Rotterdam – 31.20,0
- 1958: DNF Interl. Ned.-België
- 1958:  Internat. Mil. kamp. – 31.06,4
- 1959:  NK – 31.20,4
- 1959: 4e Zeslandenwedstrijd te Duisburg – 32.10,4
- 1959:  Internat. Mil. kamp. te Rome – 30.44,6
- 1960:  Interl. Zwitserland-Ned.-België – 30.30,8
- 1961: 5e Zeslandenwedstrijd in Parijs – 30.52,4
- 1961:  NK te Vlaardingen – 31.01,0
- 1961: 4e Interl. Ned.-België – 31.16,0
- 1961:  Interl. Frankrijk B-Ned. – 31.04,8
- 1961:  Internat. Mil. kamp. te Brussel – 30.40,0
- 1962: 4e Interl. België-Ned. Mittelrhein – 31.09,2
- 1962:  Interl. Denemarken-Ned. – 31.27,6
- 1962: 6e Internat. Mil. kamp. te Den Bosch – 30.36,6

### 25 km
- 1960:  NK te Den Bosch – 1:27.19

### 30 km
- 1960:  Interl. Duitsland-Ned. 30 km te Gronau – 1:36.25,0

### marathon
- 1960:  NK in Eindhoven – 2:26.07,8
- 1960: 36e OS in Rome – 2:31.50

### veldlopen
- 1953: 9e NK te Oirschot – 50.47,0
- 1953: 75e Internat. Cross-kamp. te Vincennes
- 1955: 7e NK te Breda (13 km)
- 1956:  NK te Huis ter Heide (14 km) – 48.37,2
- 1957:  NK te Arnhem (13 km) – 47.02,0
- 1958: 4e NK te Breda (14.100 m) – 49.04,6
- 1958:  NK korte afstand te Oisterwijk (5000 m) – 15.01,3
- 1958: 15e Cross van Le Soir te Brussel
- 1959:  NK te Nijmegen (13.500 m) – 42.53,6
- 1959:  NK korte afstand te Dordrecht – 16.33,6
- 1960:  NK te Best (13.040 m) - 41.08
- 1960: 21e Rude Pravo parkcross te Praag – 18.25,2
- 1960:  NK (korte afstand = 5000 m) te Tuindorp-Oostzaan  – 15.50
- 1960: 20e Cross van Le Soir te Brussel – 33.19
- 1961: 11e Cross van Le Soir te Brussel – 33.10
- 1962:  NK te Helmond (12 km) – 43.33,2

## Onderscheidingen
- KNAU-beker - 1956
- Unie-erekruis in goud van de KNAU - 1964